# 隆山郡
隆山郡，中国隋朝时设置的郡。
大业三年（607年）改陵州置，治所在仁寿县（今四川省仁寿县东）。辖境相当今四川省仁寿、彭山、井研等县地。唐朝武德元年（618年）复为陵州。 